# Achyra
Achyra is een geslacht van vlinders uit de familie van de grasmotten (Crambidae), uit de onderfamilie van de Pyraustinae. De wetenschappelijke naam van dit geslacht is voor het eerst voorgesteld door Achille Guenée in een publicatie uit 1849.

## Soorten
- Achyra affinitalis (Lederer, 1863)
- Achyra afrarcha (Meyrick, 1887)
- Achyra arida Maes, 2005
- Achyra bifidalis (Fabricius, 1794)
- Achyra brasiliensis (Capps, 1967)
- Achyra coelatalis (Walker, 1859)
- Achyra eneanalis (Schaus, 1923)
- Achyra imperialis (Sauber, 1899)
- Achyra llaguenalis Munroe, 1978
- Achyra massalis (Walker, 1859)
- Achyra melanostictalis (Hampson, 1916)
- Achyra nigrirenalis (Hampson, 1913)
- Achyra nudalis (Hübner, 1796)
- Achyra occidentalis (Packard, 1873)
- Achyra piuralis (Capps, 1967)
- Achyra prionogramma (Meyrick, 1886)
- Achyra protealis (Warren, 1892)
- Achyra rantalis (Guenée, 1854)
- Achyra serrulata (Turner, 1932)
- Achyra takowensis Maes, 1987